# Leònides de Tàrent
Leònides de Tàrent (en llatí Leonidas, en grec Λεωνίδας) va ser un poeta grec d'època desconeguda. Va escriure al tomb d'uns cent epigrames en dialecte dòric, que van ser inclosos a la Garlanda de Meleagre. Tot el que sabem de l'autor és el que es pot deduir dels seus epigrames, i sembla que podria haver viscut a l'època del rei Pirros. En un dels epigrames, o potser un que va ser compost com a epitafi després de la seva mort, es diu que havia nascut a Tàrent, i que després de vagar pel món va morir lluny de casa seva. Els epigrames conservats són inscripcions d'ofrenes i obres d'art, i encara que no siguin d'un alt nivell poètic són agradables i enginyosos.
S'ha pogut comprovar que alguns d'aquestos epigrames eren en realitat obra de Leònides d'Alexandria, però altres són realment obra seva.